# Hans-Peter Kapfhammer
Hans-Peter Kapfhammer (* 27. November 1952 in Deggendorf) ist ein deutscher Psychiater, Psychosomatiker, Neurologe, Psychotherapeut, Psychoanalytiker (DGPT), Psychologe und Hochschullehrer.

## Leben
Kapfhammer studierte nach dem Abitur am Passauer Gymnasium Leopoldinum Psychologie, Philosophie und Humanmedizin an der Ludwig-Maximilians-Universität München (LMU), Universität Pavia und Medical School der University of Oxford und schloss das Studium mit dem Diplom in Psychologie und dem Staatsexamen in Medizin ab. 1985 folgte die Promotion zum Dr. phil. an der LMU über Psychoanalytische Psychosomatik. Neuere Ansätze der psychoanalytischen Entwicklungspsychologie und Objektbeziehungstheorie. Er absolvierte Facharztweiterbildungen in Psychiatrie, Neurologie und Psychosomatische Medizin mit den Zusatzbezeichnungen Psychotherapie und Psychoanalyse. Kapfhammer habilitierte sich sowohl für das Fach Psychiatrie als auch für das Fach Psychosomatische Medizin und Psychotherapie. Er war außerplanmäßiger Professor an der Psychiatrischen Klinik der LMU. Seit 2003 war er zudem Vorstand der Universitätsklinik für Psychiatrie und Psychotherapeutische Medizin an der Medizinischen Universität Graz. 2007 richtete Kapfhammer den Kongress Religiosität in Psychiatrie und Psychotherapie zusammen mit dem Psychiater Raphael M. Bonelli in Graz aus und trat dort in seiner Funktion als Klinikleiter der Grazer Universitätsklinik für Psychiatrie und Psychotherapeutische Medizin auf. Der Kongress wurde wegen unwissenschaftlicher Themen wie Konversionstherapie und Exorzismus in der Öffentlichkeit heftig kritisiert.

## Schriften (Auswahl)
- Psychoanalytische Psychosomatik. Neuere Ansätze der psychoanalytischen Entwicklungspsychologie und Objektbeziehungstheorie. Berlin 1985, ISBN 3-540-15897-9 (zugl. Diss. LMU 1985).
- mit Eckart Rüther: Depot-Neuroleptika. Berlin 1988, ISBN 3-540-18247-0.
- Psychosoziale Entwicklung im jungen Erwachsenenalter. Entwicklungspsychopathologische Vergleichsstudien an psychiatrischen Patienten und seelisch gesunden Probanden. Berlin u. a. 1995, ISBN 978-3-540-58992-1.
- Entwicklung der Emotionalität. Stuttgart/Berlin/Köln 1995, ISBN 978-3-17-011787-7.
- Depression, Angst, traumatischer Stress und internistische Erkrankungen. Eine psychosomatische und somatopsychische Perspektive. Berlin 2022, ISBN 978-3-662-65872-7.
- Depression, Angst und traumatischer Stress in der Chirurgie. Eine psychosomatische und somatopsychische Perspektive. Berlin 2023, ISBN 978-3-662-68308-8.